# Glyptothorax
Glyptothorax припада роду сомова, реду Siluriformes из породице Sisoridae. Glyptothorax је уједно најраспрострањенија у овом роду, а нове врсте се редовно откривају. Ове врсте настањују слив Црног мора, пределе северне Турске, подручја југа и истока реке Јангцекјанг у Кини и широм Индокине, све до острва Јава у Индонезији. Такође су пописане у Анадолији (у сливовима река Еуфрат и Тигар) и у пределу југоисточне Азије. Род је врло разнолик на Индијском потконтиненту. Врсте у југоистичној Азији су ограничено распрострањене.

## Опште информације
Овај род се лако разликује од осталих из породице Sisoridae, по томе што имају шаре на грудима, за разлику од других. Леђна пераја и петрокрална пераја имају јаке бодље, док је леђни део глатак или са малим бодљама. Глава је мала, тело је издужено, а кожа глатка, док су очи мале и леђно постављене. Glyptothorax има дебеле и меснате усне, док су отвори за шкрге доста широки.
Као и други из породице Sisoridae, ове рибе су реофили и настањују се у потоцима, где су прилагођене за живот.

## Врсте
Тренутно у овом роду постоје 103 препознате врсте:
- Glyptothorax alaknandi Tilak, 1969
- Glyptothorax anamalaiensis Silas, 1952
- Glyptothorax annandalei Hora, 1923
- Glyptothorax armeniacus (L. S. Berg, 1918) (Armenian mountain catfish)
- Glyptothorax ater Anganthoibi & Vishwanath, 2011
- Glyptothorax botius (F. Hamilton, 1822)
- Glyptothorax buchanani H. M. Smith, 1945
- Glyptothorax burmanicus Prashad & Mukerji, 1929
- Glyptothorax callopterus H. M. Smith, 1945
- Glyptothorax caudimaculatus Anganthoibi & Vishwanath, 2011
- Glyptothorax cavia (F. Hamilton, 1822)
- Glyptothorax chimtuipuiensis Anganthoibi & Vishwanath, 2010
- Glyptothorax chindwinica Vishwanath & Linthoingambi, 2007
- Glyptothorax churamanii Rameshori & Vishwanath, 2012 [5]
- Glyptothorax clavatus Rameshori & Vishwanath, 2014 [6]
- Glyptothorax conirostris (Steindachner, 1867)
- Glyptothorax coracinus H. H. Ng & Rainboth, 2008
- Glyptothorax cous (Linnaeus, 1766)
- Glyptothorax cyanochloros (Bleeker, 1847)
- Glyptothorax davissinghi Manimekalan & H. S. Das, 1998
- Glyptothorax deqinensis T. P. Mo & X. L. Chu, 1986
- Glyptothorax dikrongensis Tamang & Chaudhry, 2011
- Glyptothorax dorsalis Vinciguerra, 1890
- Glyptothorax elankadensis Plamoottil & Abraham, 2013 (Travancore rock catfish) [7]
- Glyptothorax exodon H. H. Ng & Rachmatika, 2005 [4]
- Glyptothorax filicatus H. H. Ng & Freyhof, 2008
- Glyptothorax fokiensis (Rendahl (de), 1925)
- Glyptothorax fucatus W. S. Jiang, H. H. Ng, J. X. Yang & X. Y. Chen, 2012 [8]
- Glyptothorax fuscus Fowler, 1934
- Glyptothorax garhwali Tilak, 1969
- Glyptothorax gracilis (Günther, 1864)
- Glyptothorax granosus W. S. Jiang, H. H. Ng, J. X. Yang & X. Y. Chen, 2012 [8]
- Glyptothorax granulus Vishwanath & Linthoingambi, 2007
- Glyptothorax hainanensis (Nichols & C. H. Pope, 1927)
- Glyptothorax honghensis S. S. Li, 1984
- Glyptothorax horai (Fowler, 1934)
- Glyptothorax housei Herre, 1942
- Glyptothorax igniculus H. H. Ng & S. O. Kullander, 2013 [9]
- Glyptothorax indicus Talwar, 1991
- Glyptothorax interspinalus (Đ. Y. Mai, 1978)
- Glyptothorax jalalensis Balon (pl) & K. Hensel, 1970
- Glyptothorax jayarami Rameshori & Vishwanath, 2012 [10]
- Glyptothorax kashmirensis Hora, 1923
- Glyptothorax ketambe H. H. Ng & Hadiaty, 2009
- Glyptothorax kudremukhensis K. C. Gopi, 2007
- Glyptothorax kurdistanicus (L. S. Berg, 1931)
- Glyptothorax laak (Popta, 1904)
- Glyptothorax lampris Fowler, 1934
- Glyptothorax lanceatus H. H. Ng, W. S. Jiang & X. Y. Chen, 2012 [11]
- Glyptothorax laosensis Fowler, 1934
- Glyptothorax lonah (Sykes, 1839)
- Glyptothorax longicauda S. S. Li, 1984
- Glyptothorax longinema S. S. Li, 1984
- Glyptothorax longjiangensis T. P. Mo & X. L. Chu, 1986
- Glyptothorax maceriatus H. H. Ng & Lalramliana, 2012 [12]
- Glyptothorax macromaculatus S. S. Li, 1984
- Glyptothorax madraspatanus (F. Day, 1873)
- Glyptothorax major (Boulenger, 1894)
- Glyptothorax malabarensis K. C. Gopi, 2010
- Glyptothorax manipurensis Menon, 1955
- Glyptothorax mibangi Darshan, Dutta, Kachari, Gogoi & D. N. Das, 2015 [13]
- Glyptothorax minimaculatus S. S. Li, 1984
- Glyptothorax naziri Mirza & I. U. Naik, 1969
- Glyptothorax nelsoni Ganguly, N. C. Datta & S. Sen, 1972
- Glyptothorax ngapang Vishwanath & Linthoingambi, 2007
- Glyptothorax nieuwenhuisi (Vaillant, 1902)
- Glyptothorax obliquimaculatus W. S. Jiang, X. Y. Chen & J. X. Yang, 2010
- Glyptothorax pallozonus (S. Y. Lin, 1934)
- Glyptothorax panda Ferraris & Britz, 2005
- Glyptothorax pantherinus Anganthoibi & Vishwanath, 2013 [14]
- Glyptothorax pasighatensis Arunkumar, 2016 [15]
- Glyptothorax pectinopterus (McClelland, 1842)
- Glyptothorax platypogon Valenciennes, 1840
- Glyptothorax platypogonides (Bleeker, 1855)
- Glyptothorax plectilis H. H. Ng & Hadiaty, 2008
- Glyptothorax poonaensis Hora, 1938
- Glyptothorax prashadi Mukerji, 1932
- Glyptothorax punjabensis Mirza & Kashmiri, 1971
- Glyptothorax quadriocellatus (Đ. Y. Mai, 1978)
- Glyptothorax radiolus H. H. Ng & Lalramliana, 2013 [16]
- Glyptothorax rugimentum H. H. Ng & Kottelat, 2008
- Glyptothorax saisii (J. T. Jenkins, 1910)
- Glyptothorax schmidti (Volz, 1904)
- Glyptothorax scrobiculus H. H. Ng & Lalramliana, 2012 [17]
- Glyptothorax senapatiensis Premananda, Kosygin & Saidullah, 2015 [18]
- Glyptothorax siamensis Hora, 1923
- Glyptothorax silviae Coad, 1981
- Glyptothorax sinensis (Regan, 1908)
- Glyptothorax steindachneri (Pietschmann, 1913)
- Glyptothorax stocki Mirza & Nijssen, 1978
- Glyptothorax stolickai (Steindachner, 1867)
- Glyptothorax strabonis H. H. Ng & Freyhof, 2008
- Glyptothorax striatus (McClelland, 1842)
- Glyptothorax sufii K. Asghar Bashir & Mirza, 1975
- Glyptothorax sykesi (F. Day, 1873)
- Glyptothorax trewavasae Hora, 1938
- Glyptothorax trilineatus Blyth, 1860 (Three-lined catfish)
- Glyptothorax ventrolineatus Vishwanath & Linthoingambi, 2006
- Glyptothorax verrucosus Rameshori & Vishwanath, 2012 [19]
- Glyptothorax zanaensis X. W. Wu, M. J. He & X. L. Chu, 1981
- Glyptothorax zhujiangensis Y. H. Lin, 2003